# 821
El 821 (DCCCXXI en numeració romana) fou un any comú pertanyent a l'edat mitjana segons la historiografia occidental.

## Esdeveniments

### Món
- Independència del Tibet
- Tang Mu Zong accedeix al tron imperial de la Xina.
- Tomàs l'Eslau assetja Constantinoble.

## Defuncions
- Teodulf d'Orleans, sant.
- Benet d'Aniane, monjo benedictí.
- Varaz Terdat II, rei de l'Albània del Caucas